# Храпатое
Храпа́тое (укр. Храпа́те) — село Черниговского района Черниговской области Украины. Население 41 человек.
Код КОАТУУ: 7425584905. Почтовый индекс: 15540. Телефонный код: +380 462.

## История
В мае 1943 года в ходе Великой Отечественной войны за активную помощь партизанам 69 жителей хутора Храпатого были расстреляны или заживо сожжены гитлеровскими карателями, также до тла были сожжены все постройки хутора. После освобождения Храпатое восстановлено, сооружён памятник жертвам фашизма.

## Власть
Орган местного самоуправления — Мнёвский сельский совет. Почтовый адрес: 15540, Черниговская обл., Черниговский р-н, с. Мнёв, ул. Черниговская, 30.